# 1917 (фильм)
«1917» (англ. 1917) — британский военный фильм режиссёра и продюсера Сэма Мендеса, который также написал сценарий совместно с Кристи Уилсон-Кэрнс. Сюжет частично основан на историях, рассказанных Мендесу его дедом Альфредом о своей службе во время Первой мировой войны. Действие фильма происходит после отступления немцев к линии Гинденбурга во время операции «Альберих» и рассказывает о двух британских солдатах, Уилле Скофилде (Джордж Маккей) и Томе Блейке (Дин-Чарльз Чапман), которым поручено доставить важное послание об отмене запланированного наступления. Во второстепенных ролях снялись Марк Стронг, Эндрю Скотт, Ричард Мэдден, Клэр Дюбюрк, Колин Ферт и Бенедикт Камбербэтч.
О разработке проекта было объявлено в июне 2018 года. Исполнители главных ролей Маккей и Чампан подписали контракт в октябре того же года, а кастинг остального актёрского состава продолжался до марта 2019 года. Съёмки фильма проходили с апреля по июнь 2019 года в Великобритании, при этом оператор Роджер Дикинс и монтажёр Ли Смит использовали длинные дубли, чтобы зрителю казалось, что в фильме всего две непрерывные сцены с одной монтажной склейкой.
Премьера фильма 1917 состоялась в Великобритании 4 декабря 2019 года и была выпущена в прокат в США 25 декабря компанией Universal Pictures, а в Великобритании - 10 января 2020 года компанией Entertainment One. Фильм имел успех у критиков и в прокате, собрав в мировом прокате 384 миллиона долларов. Фильм был номинирован на 10 премий на 92-й церемонии вручения премии «Оскар», выиграв 3 из них, и получил множество других наград.

## Сюжет
Первая мировая война. 6 апреля 1917 года воздушная разведка констатирует, что немецкая армия, покинувшая участок фронта на севере Франции, на самом деле не отступает, а осуществляет стратегический отход на хорошо укреплённую оборонительную линию, где немцы собираются встретить наступление британской армии, а потом сокрушить её. Двое молодых британских младших капралов — Уильям Скофилд, участник битвы на Сомме, и Том Блейк — получают приказ от командующего армией генерала Эринмора доставить сообщение полковнику Маккензи из второго батальона Девонширского полка и отменить запланированное наступление, которое поставит под угрозу жизни 1600 человек, включая брата Блейка, лейтенанта Джозефа Блейка.
Полевые телефонные линии перерезаны отступающими немцами. Двум солдатам предстоит пересечь поле боя, брошенные позиции немцев и прифронтовую полосу. Блейк полон решимости спасти брата, Скофилд пытается уговорить товарища хотя бы подождать до темноты. Том не поддаётся на уговоры. Вместе со Скофилдом они пересекают нейтральную полосу и проникают в брошенные немецкие окопы. В поисках безопасного прохода они спускаются в сквозной бункер-казарму. Они вовремя замечают оставленную немцами растяжку, но проволоку задевает огромная крыса. Раздаётся взрыв, Скофилд оказывается завален обломками. Блейк помогает другу выбраться из готового обрушиться укрепления.
Оказавшись по ту сторону фронта, Скофилд приходит в себя и сердито спрашивает Блейка, почему для выполнения миссии тот выбрал именно его. Но обратной дороги через разрушенные окопы нет, и солдаты продолжают свой путь. Они набредают на оставленную ферму, где видят воздушный бой между двумя английскими аэропланами и одним немецким. Подбитый немецкий самолёт падает рядом с солдатами. Из охваченной огнём кабины они вытаскивают немецкого пилота, но, пока Скофилд бегает за водой, ошалевший немец выхватывает кинжал и смертельно ранит Блейка. Скофилд убивает пилота, после чего Блейк умирает у него на руках.
Около фермы останавливается военная колонна, следующая на другой участок фронта. Капитан Смит предлагает Скофилду подвезти его до Экуст-Сен-Меэна. Но разрушенный мост не даёт колонне переправиться на другой берег, и Уилл в одиночку переходит через реку, попав под обстрел немецкого стрелка. Скофилд убивает немца, но отрикошетившая пуля лишает Скофилда сознания. Ночью он приходит в себя и, пересекая разрушенный город, натыкается на разрозненный отряд немцев. В поисках укрытия он спускается в подвал, где находит молодую француженку и младенца, которым он оставляет молоко с фермы и все свои запасы еды. Отказавшись отсидеться до наступления темноты, Скофилд снова натыкается на немцев, убивает немецкого солдата и, уходя от обстрела, прыгает в бурную холодную реку. Преодолев пороги и водопад, измученный Скофилд едва находит силы, чтобы выбраться на берег.
Скофилд идёт на звук песни и находит группу британских солдат. Силы покидают его, но узнав, что перед ним рота Девонширского полка, уже готового пойти в наступление, Скофилд бросается на поиски полковника Маккензи. Первая волна идёт в наступление. Скофилд бежит наперерез атакующим по обстреливаемому полю, чтобы достигнуть штабного бункера. Маккензи сначала не собирается исполнять глупый приказ «штабных крыс», но Скофилд убеждает его прочесть письмо генерала Эринмора. Узнав о замысле противника, Маккензи отменяет дальнейшее наступление. Скофилд идёт искать брата Тома. Один из офицеров полка отвечает Скофилду, что лейтенант Джозеф Блейк скорее всего был в первой волне и, если он был ранен, то его отправили на эвакуационный пункт. Среди хаоса и страданий сотен раненых, которых приносят на эвакуационный пункт, Скофилд находит лейтенанта Блейка невредимым и сообщает ему о гибели Тома, отдаёт ему кольца брата и жетон, а также просит разрешения написать их матери о героизме Тома. Усталый и измученный Скофилд уходит, садится под деревом и рассматривает фотографии своей семьи.

## Актёрский состав
- Дин-Чарльз Чапман — младший капрал Томас «Том» Блейк
- Джордж Маккей — младший капрал Уильям «Уилл» Скофилд
- Марк Стронг — капитан Смит
- Эндрю Скотт — лейтенант Лесли
- Ричард Мэдден — лейтенант Джозеф Блейк
- Клэр Дюбюрк — Лори (девушка в Экосте)
- Колин Ферт — генерал Эринмор
- Бенедикт Камбербэтч — полковник Маккензи
- Дэниэл Мейс — сержант Сандерс
- Эдриан Скарборо — майор Хепбёрн
- Джейми Паркер — лейтенант Ричардс
- Пип Картер[англ.] — лейтенант Гордон
- Майкл Джибсон[англ.] — лейтенант Хаттон
- Ричард Маккейб — полковник Коллинс
- Джастин Эдвардс[англ.] — капитан Айвинс
- Набхан Ризван[англ.] — сипай Йондалар
- Райан Нолан — рядовой Малки
- Энсон Бун[англ.] — рядовой Кук
- Томми Френч — рядовой Батлер
- Кенни Фуллвуд — рядовой Росси
- Джек Шаллу[англ.] — рядовой Сеймур
- Эллиот Эдуса — рядовой Грей
- Крис Уолли[англ.] — рядовой Баллен

## Производство
В июне 2018 года было объявлено, что компания Стивена Спилберга Amblin Partners будет продюсировать проект Сэма Мендеса, действие которого развернётся во время Первой мировой войны. Фильм стал возвращением Мендеса на большой экран после «007: Спектр». В сентябре 2018 года появились слухи, что переговоры об участии в фильме ведёт Том Холланд. В октябре 2018 года к производственной команде присоединился оператор Роджер Дикинс. Позже стало известно, что Джордж Маккей и Дин-Чарльз Чапман ведут переговоры об исполнении главных ролей в проекте.
Полный актёрский состав, включивший в себя таких известных британских актёров, как лауреат премии «Оскар» Колин Ферт, номинант на «Оскар» Бенедикт Камбербэтч, Марк Стронг, лауреат премии «Золотой глобус» Ричард Мэдден, Дэниэл Мейс и Эдриан Скарборо, был объявлен 28 марта 2019 года . Также в марте было подтверждено участие композитора Томаса Ньюмана.
Съёмки фильма начались 1 апреля 2019 года и проходили до июня. Набор декораций, включающий в себя копию французской фермы и окопов, установили в деревне на равнине Солсбери в 6 милях от Стоунхенджа. Это вызвало определённые проблемы с согласованием места проведения съёмок, так как археологи критиковали место за возможные повреждения, которые стройка может нанести гипотетическим местам захоронения, которые ещё не были обнаружены вблизи Стоунхенджа, а местные жители жаловались на нагрузку, которую понесёт местная инфраструктура из-за присутствия большой съёмочной группы в окрестностях. Часть съёмок прошла в Глазго. Во время съёмок в долине реки Тис в июне 2019 года производственная группа вынуждена была установить предупреждающие знаки для отдыхающих и местных жителей о том, что тела, которые могут быть найдены вблизи места съёмки, не настоящие, а манекены.
Первый трейлер вышел 1 августа 2019 года.
Сэм Мендес рассказал, что фильм снимался длинными отрывками (до 8 с половиной минут) и смонтирован так, чтобы выглядеть одним целым неделимым дублем.

## Премьера и критика
Мировая премьера фильма состоялась 4 декабря в Великобритании на специальном показе.
На сайте агрегирования рецензий Rotten Tomatoes, у фильма рейтинг 89 %, основанный на 414 рецензиях, средний балл 8,36/10. Критический консенсус: « … впечатляющее техническое достижение, 1917 смог передать окопную военную природу Первой мировой войны с сырой непосредственностью». Metacritic дал фильму среднюю оценку 78 из 100, учитывая мнения 57 критиков, что означает «преимущественно положительные отзывы».

## Награды и номинации
На 92-й церемонии вручения премии «Оскар» «1917» получил 10 номинаций и выиграл в трёх из них: «Лучшая операторская работа», «Лучшие визуальные эффекты» и «Лучший звук». На 77-й премии «Золотой глобус» фильм получил три номинации и одержал победу в категориях «Лучший фильм — драма» и «Лучший режиссёр». Он также удостоился восьми номинаций на Critics’ Choice Movie Awards, выиграв три награды, и девяти номинаций на 73-я церемонии вручения наград премии BAFTA, получив семь призов, включая награды за «Лучший фильм», «Лучший британский фильм» и «Лучший режиссёр». Картина также удостоилась премии Гильдии продюсеров Америки в главной категории — «Лучший фильм» и премии Гильдии режиссёров Америки в категории «Лучший режиссёр полнометражного фильма». Американский институт киноискусства и Национальный совет кинокритиков США включили его в список десяти лучших фильмов 2019 года.
| Премия                            | Дата вручения  | Категория                                                      | Номинанты и получатели                                                              | Результат | Ист.          |
| --------------------------------- | -------------- | -------------------------------------------------------------- | ----------------------------------------------------------------------------------- | --------- | ------------- |
| Спутник                           | 2 декабря 2019 | Лучший фильм                                                   | —                                                                                   | Номинация | [ 27 ]        |
| Спутник                           | 2 декабря 2019 | Лучшая режиссура                                               | Сэм Мендес                                                                          | Номинация | [ 27 ]        |
| Спутник                           | 2 декабря 2019 | Лучший актёр в драматическом фильме                            | Джордж Маккей                                                                       | Номинация | [ 27 ]        |
| Спутник                           | 2 декабря 2019 | Лучший оригинальный саундтрек                                  | Томас Ньюман                                                                        | Номинация | [ 27 ]        |
| Спутник                           | 2 декабря 2019 | Лучший монтаж                                                  | Ли Смит                                                                             | Номинация | [ 27 ]        |
| Спутник                           | 2 декабря 2019 | Лучшая операторская работа                                     | Роджер Дикинс                                                                       | Победа    | [ 27 ]        |
| Спутник                           | 2 декабря 2019 | Лучшая работа художника                                        | Деннис Гасснер, Ли Сандалес                                                         | Номинация | [ 27 ]        |
| Спутник                           | 2 декабря 2019 | Лучший звук (монтаж и микс)                                    | Оливер Тарни, Стюарт Уилсон, Скотт Миллан, Марк Тейлор                              | Номинация | [ 27 ]        |
| Золотой глобус                    | 5 января 2020  | Лучший драматический фильм                                     | —                                                                                   | Победа    | [ 21 ]        |
| Золотой глобус                    | 5 января 2020  | Лучший режиссёр                                                | Сэм Мендес                                                                          | Победа    | [ 21 ]        |
| Золотой глобус                    | 5 января 2020  | Лучший саундтрек                                               | Томас Ньюман                                                                        | Номинация | [ 21 ]        |
| Выбор критиков                    | 12 января 2020 | Лучший фильм                                                   | —                                                                                   | Номинация | [ 28 ]        |
| Выбор критиков                    | 12 января 2020 | Лучший режиссёр                                                | Сэм Мендес                                                                          | Победа    | [ 28 ]        |
| Выбор критиков                    | 12 января 2020 | Лучшая операторская работа                                     | Роджер Дикинс                                                                       | Победа    | [ 28 ]        |
| Выбор критиков                    | 12 января 2020 | Лучший производственный дизайн                                 | Барбара Линг и Нэнси Хейг                                                           | Номинация | [ 28 ]        |
| Выбор критиков                    | 12 января 2020 | Лучший монтаж                                                  | Ли Смит                                                                             | Победа    | [ 28 ]        |
| Выбор критиков                    | 12 января 2020 | Лучшие визуальные эффекты                                      | —                                                                                   | Номинация | [ 28 ]        |
| Выбор критиков                    | 12 января 2020 | Лучший экшн фильм                                              | —                                                                                   | Номинация | [ 28 ]        |
| Выбор критиков                    | 12 января 2020 | Лучшая музыка к фильму                                         | Томас Ньюман                                                                        | Номинация | [ 28 ]        |
| Премия Гильдии продюсеров США     | 18 января 2020 | Премия им. Дэррила Ф. Занука за продюсирование игрового фильма | —                                                                                   | Победа    | [ 29 ]        |
| Премия Гильдии режиссёров Америки | 25 января 2020 | Лучший режиссёр полнометражного фильма                         | Сэм Мендес                                                                          | Победа    | [ 26 ]        |
| Премия Гильдии сценаристов США    | 1 февраля 2020 | Лучший оригинальный сценарий                                   | Сэм Мендес и Кристи Уилсон-Кэрнс                                                    | Номинация | [ 30 ] [ 31 ] |
| BAFTA                             | 2 февраля 2020 | Лучший фильм                                                   | Пиппа Харрис, Каллум Макдугалл, Сэм Мендес, Джейн-Энн Тенггрен                      | Победа    | [ 24 ]        |
| BAFTA                             | 2 февраля 2020 | Лучший британский фильм                                        | Сэм Мендес, Пиппа Харрис, Каллум Макдугалл, Джейн-Энн Тенггрен, Кристи Уилсон-Кернс | Победа    | [ 24 ]        |
| BAFTA                             | 2 февраля 2020 | Лучшая режиссёрская работа                                     | Сэм Мендес                                                                          | Победа    | [ 24 ]        |
| BAFTA                             | 2 февраля 2020 | Лучшая музыка к фильму                                         | Томас Ньюман                                                                        | Номинация | [ 24 ]        |
| BAFTA                             | 2 февраля 2020 | Лучшая операторская работа                                     | Роджер Дикинс                                                                       | Победа    | [ 24 ]        |
| BAFTA                             | 2 февраля 2020 | Лучшая работа художника-постановщика                           | Деннис Гасснер, Ли Сандалес                                                         | Победа    | [ 24 ]        |
| BAFTA                             | 2 февраля 2020 | Лучший грим и причёски                                         | Наоми Донне                                                                         | Номинация | [ 24 ]        |
| BAFTA                             | 2 февраля 2020 | Лучший звук                                                    | Скотт Миллан, Оливер Тарни, Рэйчел Тейт, Марк Тейлор, Стюарт Уилсон                 | Победа    | [ 24 ]        |
| BAFTA                             | 2 февраля 2020 | Лучшие визуальные эффекты                                      | Грег Батлер, Гийом Рошерон, Доминик Туохи                                           | Победа    | [ 24 ]        |
| Оскар                             | 9 февраля 2020 | Лучший фильм                                                   | Сэм Мендес, Пиппа Харрис, Джейн-Энн Тенггрен и Каллум Макдугалл                     | Номинация | [ 32 ]        |
| Оскар                             | 9 февраля 2020 | Лучшая режиссёрская работа                                     | Сэм Мендес                                                                          | Номинация | [ 32 ]        |
| Оскар                             | 9 февраля 2020 | Лучший оригинальный сценарий                                   | Сэм Мендес и Кристи Уилсон-Кэрнс                                                    | Номинация | [ 32 ]        |
| Оскар                             | 9 февраля 2020 | Лучшая музыка к фильму                                         | Томас Ньюман                                                                        | Номинация | [ 32 ]        |
| Оскар                             | 9 февраля 2020 | Лучшая операторская работа                                     | Роджер Дикинс                                                                       | Победа    | [ 32 ]        |
| Оскар                             | 9 февраля 2020 | Лучшая работа художника                                        | Деннис Гасснер и Ли Сандалес                                                        | Номинация | [ 32 ]        |
| Оскар                             | 9 февраля 2020 | Лучший звук                                                    | Марк Тейлор и Стюарт Уилсон                                                         | Победа    | [ 32 ]        |
| Оскар                             | 9 февраля 2020 | Лучший звуковой монтаж                                         | Оливер Тарни и Рэйчел Тейт                                                          | Номинация | [ 32 ]        |
| Оскар                             | 9 февраля 2020 | Лучшие визуальные эффекты                                      | Гийом Рошрон, Грег Батлер и Доминик Туи                                             | Победа    | [ 32 ]        |
| Оскар                             | 9 февраля 2020 | Лучший грим и причёски                                         | Наоми Донн, Тристан Верслёйс и Ребекка Коул                                         | Номинация | [ 32 ]        |